# Carlos Mendes
Pour les articles homonymes, voir Carlos Mendes (chanteur) et Mendes.
Carlos Mendes est un joueur de soccer américain d'origine portugaise, né le 25 décembre 1980 à Mineola, New York, États-Unis. Il est désormais retiré du soccer professionnel.

## Biographie
Après une carrière de plusieurs saisons en Major League Soccer, Carlos Mendes est le premier joueur embauché par les Cosmos de New York pour leur retour à la compétition en 2013.
En septembre 2017, après cinq saisons passées au Cosmos, Carlos Mendes annonce prendra sa retraite sportive à l'issue de la saison 2017. Ce retrait se concrétise le 12 novembre suivant à l'issue du Soccer Bowl de la NASL où les Cosmos de New York s'inclinent face aux Deltas de San Francisco.